# Правительство Домингуша да Кошты Оливейры
 Правительство Домингуша да Кошты Оливейры в Португалии (порт.  Governo Domingos de Oliveira , 21 января 1930 года — 5 июля 1932 года) — последнее из череды военных правительств Португалии в период Национальной диктатуры. Возглавлялось генералом кавалерии Домингушем Аугушту Алвешем да Коштой Оливейрой. При нём был завершён период стабилизации после Национальной революции 1926 года и начался переход к Новому государству А. Салазара. Правительство находилось у власти 896 дней.

## Состав правительства
Правительство было реорганизовано 30 июля 1930 года, 31 января, 26 июля и 21 октября 1931 года.
| Порядок | Должность                                                           | Имя                                                                                        | Звание             | Назначение           | Отставка             |
| ------- | ------------------------------------------------------------------- | ------------------------------------------------------------------------------------------ | ------------------ | -------------------- | -------------------- |
| 1.      | Председатель Совета министров Presidente do Ministério              | Домингуш Аугушту Алвеш да Кошта Оливейра Domingos Augusto Alves da Costa de Oliveira       | Генерал кавалерии  | 21 января 1930 года  | 5 июля 1932 года     |
| 2.      | Министр внутренних дел Ministro do Interior                         | Антониу Лопиш Матеуш (1878—1955) António Lopes Mateus                                      | полковник          | 21 января 1930 года  | 21 октября 1931 года |
|         |                                                                     | Антониу Паиш ди Соуза António Pais de Souza                                                |                    | 21 октября 1931 года | 5 июля 1932 года     |
| 3.      | Министр юстиции Ministro da Justica                                 | Луиш Мария Лопиш да Фонсека Luís Maria Lopes da Fonseca                                    |                    | 21 января 1930 года  | 23 января 1930 года  |
|         |                                                                     | Домингуш Аугушту Алвеш да Кошта Оливейра (и.о) Domingos Augusto Alves da Costa de Oliveira |                    | 23 января 1930 года  | 26 января 1930 года  |
|         |                                                                     | Жозе ди Алмейда Эусебиу José de Almeida Eusébio                                            |                    | 26 января 1930 года  | 5 июля 1932 года     |
| 4.      | Министр финансов Ministro das Financas                              | Антониу ди Оливейра Салазар António de Oliveira Salazar                                    | Доктор права       | 21 января 1930 года  | 5 июля 1932 года     |
| 5.      | Военный министр Ministro da Guerra                                  | Жуан Непомукену Нармораду ди Агилар (1876—1945) João Nepomuceno Narmorado de Aguilar       |                    | 21 января 1930 года  | 19 января 1931 года  |
|         |                                                                     | Жулиу Чиаппа ди Азеведу, Julio Schiappa de Azevedo                                         | Полковник          | 19 января 1931 года  | 26 июля 1931 года    |
|         |                                                                     | Антониу Лопиш Матеуш , António Lopes Mateus                                                |                    | 26 июля 1931 года    | 5 июля 1932 года     |
| 6.      | Министр военно-морского флота Ministro da Marinha                   | Луиш Антониу Магальяеш Корреа Luis António Magalhães Correia                               | Капитан 1-го ранга | 21 января 1930 года  | 5 июля 1932 года     |
| 7.      | Министр внешних сношений Ministro dos Negócios Estrangeiros         | Фернанду Аугушту Бранка Fernandо Augusto Branca                                            |                    | 21 января 1930 года  | 5 июля 1932 года     |
| 8.      | Министр торговли и коммуникаций Ministro do Comércio e Comunicacões | Жуан Антунеш Гимараиш João Antunes Guimarães                                               |                    | 21 января 1930 года  | 5 июля 1932 года     |
| 9.      | Министр колоний Ministro das Colónias                               | Антониу ди Оливейра Салазар António de Oliveira Salazar                                    |                    | 21 января 1930 года  | 30 июля 1930 года    |
|         |                                                                     | Эдуарду Аугушту Маркиш Eduardo Augusto Marques                                             |                    | 30 июля 1930 года    | 31 января 1931 года  |
|         |                                                                     | Арманду Родригиш Монтейру Armindo Rodrigues Monteiro                                       | Профессор права    | 31 января 1931 года  | 5 июля 1932 года     |
| 10.     | Министр народного просвещения Ministro da Instrucão Publica         | Густаву Кордейру Рамуш Gustavo Cordeiro Ramos                                              |                    | 21 января 1930 года  | 5 июля 1932 года     |
| 10.     | Министр сельского хозяйства Ministro da Agricultura                 | Энрикиш Линариш ди Лима Henriques Linhares de Lima                                         | Полковник          | 21 января 1930 года  | 5 июля 1932 года     |

## Основные мероприятия правительства
Кабинет Домингуша да Кошты Оливейры был сформирован после отставки кабинета генерала Артура Ивенша Ферраса и отказа полковника Абилиу Пассуша-и-Соузы от формирования правительства. Ночью на 21 января 1930 года президент Ошкар Кармона по рекомендации Салазара вызвал к себе военного губернатора столицы генерала Домингуша да Кошту Оливейру и с трудом уговорил его принять пост президента Совета министров. В следующие дни был удалён с политической арены бывший премьер-министр Франсишку да Кунья Леал, своей критикой политики Салазара вызвавший правительственный кризис: 24 января он был уволен с поста управляющего Банком Анголы и 27 января заменён адмиралом Жозе Мендишем Кабесадашем. Генерал-губернатор Анголы генерал Филумену да Камара также был отправлен в отставку. В этих условиях первоочередной задачей кабинета стало упорядочение взаимосвязей между метрополией и колониями.

### Колониальный акт
21 января 1930 года Антониу ди Салазар опубликовал план развития колоний, но на этот раз его подверг резкой критике бывший верховный комиссар в Анголе генерал Жозе Нортон ди Матуш. 16 февраля он вновь опубликовал в прессе свои критические замечания по поводу финансовой политики Салазара в колониях. 22 февраля Салазар опубликовал ноту с ответом на критику, а через месяц, 30 апреля опубликован проект Колониального Акта подготовленный Салазаром, Арминду Монтейру и Кирину ди Хесушем.
Колониальный Акт опирался на концепцию создания Португальской колониальной империи (порт. Império Colonial Português), которая в свете  «высоких принципов национализма»  (порт. os princípios do mais alto nacionalismo) рассматривалась отныне как  «единая и неделимая»  (порт. um todo unitário e indivisível). Упразднялись посты Верховных комиссаров Республики в колониях, колонии провозглашались заморскими провинциями (порт. províncias ultramarinas) Португалии. 8 мая 3-й Колониальный конгресс в Лиссабоне выступил против преобразования колоний в заморские провинции и не поддержал принципа неделимости, Кунья Леал вновь обрушил с критикой на проект Колониального акта, но Салазара поддержали Жоау ди Алмейда и Энрике Галван. В июне вынужденный пойти на уступки Салазар опубликовал очередные ноты о положении в Анголе, а 16 июня объявил о создании Банка развития колоний (порт. Banco de Fomento Colonial) и упразднении Валютного совета Анголы (порт. Junta da Moeda de Angola), в Луанду в качестве наблюдателя был послан генерал Билстейн ди Менесиш.
18 июня 1930 года, несмотря на критику, был принят обладающий силой закона декрет №º 18 570, известный как Колониальный акт (порт. Acto Colonial). Посты верховных комиссаров колоний, введённые в 1920 году правительством 1-й республики, были упразднены, колонии лишились прежней относительной самостоятельности. В эти же дни противники Колониального акта Франсишку да Кунья Леал, Жоау Суариш, Моура Пинту, Товариш ди Карвалью и Карнейру Франку были арестованы по обвинению в заговоре и высланы. Протесты ограничились лишь тем, что находившийся в изгнании в Париже бывший президент Португалии Бернардину Машаду Гимарайнш опубликовал манифест «O Acto Colonial da Ditadura», в котором назвал Салазара диктатором, фактическим главой правительства, контролирующим номинального главу государства и фальшивым доктором права (порт. ditador Salazar, presidente de facto do Ministério, maire du Palais do chefe nominativo do Estado, esse falso doutor em Direito).
Решив задачу, Салазар 29 июля 1930 года оставил пост министра колоний. Колониальный акт определял жизнь Португальской колониальной империи более 20 лет и был отменён Салазаром 8 июля 1951 года.

### Национальный союз
Параллельно с решением колониальной проблемы правительство Домингуша да Кошты Оливейры вплотную занялось политический консолидацией раздираемой внутренними противоречиями Национальной диктатуры. Основным средством объединить сторонников Салазара должна была стать созданная сверху проправительственная политическая организация, которая со временем эволюционировала бы в правящую партию, безраздельно доминирующую в политической жизни страны.
28 мая 1930 года на праздновании 4-й годовщины Национальной революции Домингуш да Кошта Оливейра объявил о предстоящем создании  «гражданской политической организации, которая стала бы хранителем и продолжателем дел Национальной Диктатуры»  (порт. organização política civil que possa manter e continuar a obra da Ditadura). Салазар тут же прочитал речь  «Ditadura Administrativa e Revolução Política»  (Административная диктатура и Политическая революция) в которой изложил основные принципы новой организации, которую он назвал  «Боевым порядком»  (порт. Batalha da ordem).
30 июля 1930 года в зале Государственного совета в присутствии его членов и представителей муниципалитетов страны генерал Домингуш да Кошта Оливейра зачитал декрет Совета министров об учреждении Национального союза, а Антониу ди Салазар произнёс речь  «Princípios Fundamentais da Revolução Política» (Основные принципы Политической революции) , в которой подверг критике пагубные последствия индивидуализма, социализма и парламентаризма. Салазар говорил:
политический либерализм XIX века создал из нас «граждан»,  вычленил личность из семьи, социального класса, из  профессии [...] и дал ей право вмешательства в конституцию Государства. Нашёл, так сказать, основу национального суверенитета… По здравому рассуждению и из опыта видно, что невозможно опираться на это понятие – «свобода» - как на политическую систему, которая бы эффективно гарантировала правовые свободы индивидов и коллективов… .
Далее Салазар изложил основные конституционные принципы Нового Государства: отказ от демократического либерализма, национализм, корпоративные ценности, сильное государство, активно вмешивающееся в экономику и социальную сферу, защита колониальной империи. Национальный союз должен был стать организацией, объединяющей всех португальцев вокруг правительства.
Инициатива по созданию Национального союза нашла поддержку не только у салазаристов и консерваторов из числа военных, но и у монархистов, которые в августе 1930 года заявили о поддержке Салазара и о намерении присоединиться к правительственной организации. Но министр внутренних дел масон Лопиш Матеуш не поддержал идеи такого политического союза и продолжил преследования монархистов, хотя и конфликтовал по этому поводу с бывшим премьер-министром генералом Фрейташем.
14 февраля 1931 года началось издание официального органа Национального союза газеты «Diário da Manhã» («Утренняя газета»), а 27 мая 1932 года был опубликован устав союза. Антониу ди Салазар получил политическую организацию, которая будет гарантировать переход к Новому государству и 40 с лишним лет контролировать политическую жизнь Португалии.

### Деятельность правительства в 1930 году
К началу 1930 года правительству Португалии удалось ослабить первые последствия мирового экономического кризиса, ударившего по экономике страны. 12 февраля 1930 года Салазар дал интервью британской «Financial Times» и заявил об успехе проводимой им финансовой стабилизации, свободного движения капиталов и о восстановлении экономики Португалии. 24 мая была проведена реформа государственного учёта и статистики, а 3 июня правительство в целях борьбы с безработицей издало декрет № 18 415, который запрещал владельцам и администрации промышленных и торговых предприятий континентальной Португалии принимать на работу лиц, не владеющих португальским языком. Нашлись средства и на военные нужды: 17 июля декретом № 18 633 правительство заявило о начале первого этапа переоснащения военно-морского флота. Планировалось построить и ввести в строй 2 военных корабля 1-го класса и 2 корабля 2-го класса, 4 эсминца, две подводные лодки, транспорт для гидросамолётов и пр.
В августе был введён Закон о полезных ископаемых (порт. Lei Geral de Minas), регулирующий выдачу концессий на их добычу.
В октябре была распущена Гражданская милиция или «Гражданское ополчение» (порт. Milícias civis), созданная когда то для защиты Национальной диктатуры.
25 октября 1930 года декретом №º 18 962 была учреждена Счётная палата (порт. Tribunal de Contas), заменившая упразднённый Высший финансовый совет (порт. Conselho Superior de Finanças).
3 декабря в рамках борьбы с оппозицией была запрещена Португальская республиканская партия, её лидеры были арестованы и высланы. 13 декабря правительство закрыло официальный орган партии газету «Rebate».
В декабре 1930 года кабинет принял решение не ратифицировать Конвенцию № 29 Международной организации труда, запрещавшей использование ненормированного принудительного труда населения колоний.

### Деятельность правительства в 1931 году
В 1931 году правительство, добившееся некоторой стабилизации экономики в 1930 году, столкнулось с последствиями европейского экономического кризиса. Упали доходы от ценных бумаг и размещённых за рубежом депозитов, прервалась торговля с Бразилией, упали цены на колониальные товары, португальцы уже не могли найти работу за рубежом, что привело к всплеску безработицы. Чтобы ослабить негативное воздействие кризиса, Салазар при составлении бюджета на 1931 −1932 года сократил государственные расходы на 7,8 %, что дало ощутимый профицит.
14 февраля 1931 года был принят декрет № 19354 об упорядочении промышленности. На два года было запрещено строительство новых индустриальных объектов, а реконструкция старых предприятий или их продажа иностранцам стали возможны только с разрешения правительства. 4 марта был учреждён Промышленный регламент, распространявший действие декрета от 14 февраля на металлургию, деревообработку и другие отрасли производства.
14 апреля в связи с волной восстаний на островах был издан декрет-закон № 19585 о выделении финансовых средств на чрезвычайные расходы по защите общественного порядка.
5 мая 1931 года правительство предоставило право голоса женщинам старше 21 года, получившим среднее образование. В июне был реорганизован Банк Португалии, 3 июня была упразднена Информационная полиция МВД, её функции были переданы Полиции общественной безопасности.
6 октября 1931 года Салазар произвёл корректировку курса валют после того, как 2 сентября Великобритания отказалась от золотого стандарта, и фунт стерлингов обесценился на 30 %. В ноябре в Лиссабон для пополнения золотого запаса были доставлены три тонны золота, купленные в Нью-Йорке.
22 декабря декретом № 20463 был учреждён Национальный политический совет (порт. Conselho Político Nacional) консультативный орган при главе государства, в который вошли Салазар и другие известные политики, лояльные режиму. Члены Совета принесли присягу 13 января 1932 года.

### Деятельность правительства в 1932 году
После тяжёлого для кабинета Домингуша да Кошты Оливейры 1931 года в политике и экономике Португалии наметилась определённость. Режим Национальной диктатуры стабилизировался и Антониу ди Салазар получил возможность непосредственно начать построение корпоративного государства.
14 марта правительство провело реорганизацию Главного колониального агентства (порт. Agência Geral das Colónias). Отныне в вопросах пропаганды и наблюдения Агентство было напрямую подчинено министерству колоний.
5 мая на первом заседании Национального политического совета Салазар представил проект новой Конституции Португалии, который 11 мая был одобрен. Совет создал комиссию по его доработке и 28 мая проект Конституции был опубликован в прессе. В тот же день прошли торжества в честь 6-й годовщины Национальной революции, на которых Салазар выступил с речью «Армия и национальная революция».
Меньше чем через месяц, 24 июня 1932 года, Домингуш да Кошта Оливейра подал в отставку, чтобы дать Салазару, разговоры о назначении которого шли уже больше полугода, возможность лично возглавить правительство. 27 июня ситуация была обсуждена на заседании Национального политического совета и 29 июня Кармона поручил Салазару формирование нового кабинета. 5 июля 1932 года правительство сложило полномочия.

## Основные события 1930—1932 годов
В период 1930—1932 годов Португалия представляла собой аграрную страну, 80 % населения которой проживало сельской местности, и которая отправляла на экспорт скипидар, смолу и вина. Через несколько лет, 7 февраля 1935 года, Антонио Висенте Феррейра заявит в Корпоративной палате:  «Мы все ещё страна с плохими коммуникациями, с примитивным сельским хозяйством, с рудиментарной промышленностью, ничтожным жильём, несчастная — без образования, без культуры — не цивилизованная, одним словом, страна» . (порт. um país de comunicações difíceis, de agricultura primitiva, de indústrias rudimentares, de habitações miseráveis, sem ensino, sem cultura – sem civilização, em suma).

### Хроника 1930 года
- 2 февраля в Патриаршем соборе столицы в присутствии президента Ошкара Кармоны и членов правительства прошла интронизация патриарха Лиссабона кардинала Мануэла Гонсалвиша Сережейры[2][3];
- В марте создана Либеральная лига, оппозиционная группа во главе с инженером Перпетиу Крузом[3];
- В апреле монархисты Дутра Фариа, Пинту ди Лемуш, Амарал Пурайт, Антониу Педру и Антониу Тиноку через Школьный совет Лиссабона начали выпускать теоретический журнал «Política», в котором освещали проблемы Лузитанского интегрализма. В то же время находившийся в изгнании бывший премьер-министр Афонсу Кошта совершил поездку в Севилью (Испания) для установления контактов с испанскими республиканцами[3];
- 28 мая торжествами в столице была отмечена 4-я годовщина Национальной революции. На Авениде да Либердади прошёл военный парад, затем в Арсенале флота прошло торжественное собрание с участием Домингуша да Кошты Оливейры, членов правительства и офицеров армии и флота[2];
- 17 июня прошла волна арестов по делу о т. н. Июньской попытке переворота (порт. Intentona de Junho). Были арестованы такие политики как Франсишку да Кунья Леал, Жоау Суариш, Моура Пинту, Рибейру ди Карвалью, Товариш ди Карвалью, Са Кардозу, Франсишку Мадейра, Регу Шавиш, Аугушту Касимиру, Карлуш Вильена, Элдер Рибейру, Пинту Гарсиа, Коррейя ди Матуш, Карнейру Франку. Их обвинили в подготовке антиправительственного восстания, намеченного на 21 июня. Кунья Леал был выслан на Азорские острова, в Пунта-Делгаду, остальные — на Мадейру. В октябре Кунья Леал был переведён в Фуншал, откуда в ноябре бежал в Лондон;
- В июле уже внутри правящей военной группировки произошёл конфликт, получивший название  «Заговора Жуана ди Алмейды» . Жуан ди Алмейда, один из старейших генералов португальской армии, бывшие премьер-министры Жозе Висенти ди Фрейташ и Ивенш Феррас, а также генерал Наморадо Агияр выступили против политики Салазара, однако просалазаровская военная группировка во главе с министром внутренних дел Антониу Лопишем Матеушем одержала верх[3];
- В августе 1930 года по инициативе Фаушту Фигейреду (1880—1950) был открыт «Palacio Estoril Hotel» и началось освоение отдыхающими Португальской Ривьеры;
- Тогда же в Париже оппозиционеры Жайме Кортесан , Моура Пинту, Жайме Алберту ди Каштру Мораиш (1882—1973) и Жозе Домингуш душ Сантуш создали т. н.  «группу Будды»  (Grupo de Buda);
- 18 августа Либерально-республиканский союз и Республиканское действие опубликовали манифест, в котором призывают к созданию широкого блока политических партий для борьбы с диктатурой.[2];
- В сентябре было создано профсоюзное объединение Интерсиндикал;
- 4 и 11 октября правительство опубликовало сообщения о новых арестах и о предотвращении восстаний в тюрьмах, но 5 октября, в День Республики в столице проходят демонстрации оппозиции;
- 19 октября студенты Коимбрского университета на торжествах по случаю начала нового учебного года потребовали отставки ректора Фезаша Витала. 9 декабря правительство издало декрет о его отставке[3].
- 19 ноября группа студентов-республиканцев факультета права Лиссабонского университета — масоны Жозе Магальяеш Годинью, Теофилу Карвалью душ Сантуш и Артур Сантуш Силва ворвались в здание Министерства просвещения и потребовали освободить их арестованного товарища Франсишку Мендиша. Они были арестованы и отправлены в тюрьму Алжубе, однако власти обошлись с мятежными студентами довольно мягко. Утром следующего дня лейтенант Браш Виейра по указанию сверху выпустил студентов на свободу, заявив, что «правительство милосердно»[3];
- 30 ноября оппозиционеры из числа республиканцев, левых демократов и пр. проводят антиправительственный банкет в ресторане «Золотой лев»[2];
- В декабре 1930 года учреждён Технический университет Лиссабона (UTL). Он был создан путём объединения четырёх существующих школ: Высшей школы ветеринарной медицины (порт. Escola Superior de Medicina Veterinária) (ныне Колледж ветеринарной медицины), Института агрономии (порт. Instituto Superior de Agronomia (ISA)), Института экономики и финансов (порт. Superior de Ciências Económicas e Financeiras), ныне Институт экономики и управления), и Технического института (порт. Instituto Superior Técnico, IST)[8]. 2 декабря был принят устав Университета[2];
- 3 декабря полиция официально сообщила о раскрытии заговора членов Республиканской партии, изъятии оружия и взрывчатых веществ. Публикуется список 20 заговорщиков, которые подлежал депортации из страны. На следующий день Республиканская партия официально заявила, что не финансирует революционное движение. 5 декабря полиция вновь изымает оружие и 74 гранаты, после чего штаб-квартира партии опечатывается, а её печатный орган газета «O Rebate» закрывается. В последующие дни публикуются полицейские коммюнике об очередных изъятиях оружия. 13 декабря сам президент Кармона посещает штаб-квартиру полиции и осматривает изъятые арсеналы[2].
- 13 декабря была создана Национальная лига 28 мая (порт. Liga Nacional 28 de Maio) во главе с Давидом Нету. Основу Лиги составили сторонники Сидониу Паиша[3]. На церемонии в Географическом обществе присутствовали министр внутренних дел и министр образования[2];
- 30 декабря в штаб-квартире столичного военного округа на церемонии вручения Ордена Христа военному губернатору Лиссабона бригадному генералу Даниэлу ди Соузе Салазар произнёс свою речь «Во славу военных добродетелей» (порт. Elogio das virtudes militares)[2].

### Хроника 1931 года
1931 год получил в Португалии название «Бурный год» (порт. Ano turbulent) из-за многочисленный выступлений, восстаний и заговоров в условиях экономического кризиса. 26 января 1931 года правительство разрешило свободный ввоз пшеницы, издав т. н. Декрет о муке(порт. Decreto da farinha), и отменило протекционистский Закон Элвину ди Бритту от 1899 года. Это привело к росту цен на хлеб и всеобщему недовольству.

#### Восстание на Мадейре
На острове Мадейра, и без того пострадавшем от финансового кризиса, разорения местных банков, безработицы и падения доходов от туризма, Декрет о муке вызвал восстание, также получившее название «Восстание муки» (порт. Revolta da farinha). 6 февраля 1931 года забастовали местные докеры и вскоре забастовка вылилась в погромы и нападения населения на предприятия. Правительство приостановило действие декрета от 26 января, а к берегам острова был направлен крейсер «Васко да Гама». Вскоре на Мадейре были размещены 1-я пулемётная рота и 5-я рота егерей, которые теперь стали гарантами порядка на острове. К 9 февраля ситуация нормализовалась, однако специальный представитель правительства полковник Силва Леал начал преследования участников восстания, чем вновь накалил обстановку. 4 апреля, в 7 часов утра, когда крейсер «Васко да Гама» уже ушёл в Лиссабон, группа оппозиционно настроенных лейтенантов гарнизона, опираясь на части 13-го пехотного полка и батарею береговой артиллерии, установили контроль над островом. Власть перешла в руки Революционного совета, в который вошли бывший министр 1-й Республики Пестана Жуниор, генерал Соуза Диаш, полковники Фрейриа и Мендиш душ Реиш. Они надеялись, что правительство Домингуша да Кошты Оливейры направит на подавление восстания войска, которые перейдут на сторону Революционного совета, что положит начало революции в континентальной Португалии. Однако эти надежды не оправдались. 20 апреля командующий правительственными частями полковник Фернанду Боргиш предъявил восставшим ультиматум с требованием сдаться, а 24 и 25 апреля из Лиссабона в Фуншал отправились три правительственных военных транспорта под командованием министра ВМФ Магальяиша Корреа.27 апреля они высадились в Сан-Лоренсу и 1 мая заняли Машику. На следующий день, 2 мая, мятежный гарнизон Мадейры капитулировал, а генерал Соуза Диаш, полковник Фрейриа и 120 повстанцев на британском крейсере «Лондон» были отправлены в ссылку на острова Кабо-Верде. 6 мая Салазар опубликовал официальную ноту, в которой обвинил «бунтовщиков» в нанесении ущерба национальной экономике.

#### Восстание на Азорских островах, в Гвинее и на Сан-Томе
Если восстание на Мадейре началось с забастовки докеров и было поддержано армейскими частями, то на Азорских островах население и гарнизоны оставались лояльны правительству в Лиссабоне. 7 апреля, в ответ на призыв с Мадейры, около 120 военных и гражданских лиц, высланных на острова из метрополии, захватили власть в Ангра-ду-Эроишму. Восстание на островах возглавили сидонисты майор Майя Ребелу, капитан Жуан Мануэль ди Карвалью, майор Арманду Пиреш Фалкан и Лобу Пиментал. Через десять дней, 17 апреля 1931 года восстал гарнизон Португальской Гвинеи, где так же был сформирован Революционный совет во главе с полковником медицинской службы Гонсалу Монтейру Филипе. Восставшие захватили казармы Болама и организовали экспедицию на Кабо-Верде, однако она закончилась неудачей. На этом активные действия прекратились, и 6 мая, получив известие о капитуляции Мадейры, повстанцы на Азорах и гарнизон Гвинеи сдались представителям правительства.
Не прошло и недели, как утром 12 мая из-под контроля правительства вышел остров Сан-Томе. Впрочем, восстание там никак не было связано с движением на островах и в Гвинее: командир местной полиции капитан Силвериу ди Амарал Лебре при поддержке офицеров и сержантов, а также местных плантаторов, чиновников и торговцев выступил против губернатора острова. Мятеж был вызван экономическими трудностями и политикой местной администрации, и вскоре власть метрополии над Сан-Томе была восстановлена

#### Рост влияния коммунистов
В 1931 году, несмотря на арест и высылку в сентябре 1930 года генерального секретаря Португальской коммунистической партии Бенту Гонсалвиша, партия продолжала активно действовать и расширять своё влияние, а численность её членов выросла со 130 до 700 членов.
29 января коммунисты в Лиссабоне объявили Международным днём борьбы с безработицей (порт. Jornada internacional contra o desemprego) и выступили против 2 % налога в Фонд занятости населения, а 15 февраля вышел первый номер газеты ПКП «Avante!». В апреле и в мае массовое недовольство и студенческие выступления охватили академические круги Лиссабона, Коимбры и Порту. 1 мая ПКП при участии Португальской федерации молодых коммунистов (порт. Federação das Juventudes Comunistas Portuguesas, FJCP) провела демонстрации в Лиссабоне, Браге, Виана-ду-Каштелу, Карташу, Обидуше, Алмаде, Тортосенду и Фару. С февраля по май коммунисты систематически распространяли призывы к забастовкам, однако не находили поддержки.

#### Хроника
- 25 апреля в Лиссабон прибыли с визитом Принц Уэльский и будущий герцог Кентский. Их приезд совпал с забастовкой студентов-медиков. Студенческие демонстрации в Лиссабоне к 28 апреля перекинулись на Порту, 29 апреля к забастовке присоединились студенты ряда факультетов столичного Индустриального института. 9 мая манифестации в Лиссабоне и Порту возобновились[5]. Столкновения между коммунистами, членами Национального союза и масонами продолжались до конца мая[7];
- 17 мая Домингуш да Кошта Оливейра и Салазар при поддержке Национального союза провели в Лиссабоне массовую демонстрацию поддержки правительства, на которую молодёжь из числа сторонников диктатуры свозили со всей страны на специальных поездах[9]. Президент Кармона приветствовал экспедиционные силы, вернувшиеся с Азорских островов, торжества прошли во дворце Белем, Салазар зачитал свою речь «Нация заинтересована в политике диктатуры»[5]. Однако демонстрация переросла в столкновения с коммунистической молодёжью, республиканцами и профсоюзными активистами[9];
- 18 мая по приказу министра внутренних дел Лопиша Матеуша была закрыта и опечатана полицией штаб-квартира португальских масонов на улице Кремиу Лузитану[5];
- 28 мая празднование 5-й годовщины Национальной революции взяла на себя «Ассоциация 28 мая», которая использовала этот день для резкой критики коммунизма и масонства[5].
- 8 июня в здании Географического общества прошёл 1-й Национальный конгресс инженеров Португалии;
- 18 июня офицеры военно-морского флота приветствовали Салазара и министра военно-морских сил Антониу Магальяеша Корреа на официальной церемонии провозглашения программы переоснащения флота;
- 4 июля по всей Португалии был распространён манифест о создании Социалистического республиканского альянса (порт. Aliança Republicana Socialista), в который вошли коммунисты, левые демократы, республиканцы, радикалы и республиканцы-националисты[5];

#### Конец риверализма
26 августа 1931 года ревиралисты подполковник Фернанду ди Урра Машаду и Жуан Суариш, опираясь на 7-й егерский полк и авиабазу в Алверсе, осуществили попытку государственного переворота в Лиссабоне, но не были поддержаны армией. После бомбардировок с воздуха, ожесточённых боёв и артиллерийского обстрела мятеж был подавлен уже к вечеру того же дня. Правительство решило ужесточить репрессии против оппозиции: противников правительства без суда высылали в колонии, были открыты концлагеря на острове Атауро и в Окусси на Тиморе, и на острове Сан-Николау (Кабо-Верде). Было решено увольнять всех чиновников, офицеров и учителей, заподозренных в нелояльности правительству, усилилась цензура прессы. Попытка переворота 26 августа 1931 года стала последней при жизни Салазара и «лебединой песней» ревирализма, который после этого сошёл на нет. В следующий раз армия выступила против правительства уже в апреле 1974 года. После 26 августа начали открыто говорить о необходимости назначения Салазара главой правительства.
- 22-23 ноября в Биаррице на юге Франции собрались различные группы португальских эмигрантов для выработки совместных действий[5];
- В конце года правительство в преддверии муниципальных выборов соглашается зарегистрировать Республиканский и социалистический альянс генерала Нортона ди Матуша и адмирала Мендиша Кабесадаша[7].

### Хроника 1932 года
- 1 января в Лиссабон с визитом прибыл министр авиации Италии генерал Итало Бальбо[6];
- Коммунисты создают подпольную Революционную организацию флота (порт. Organização Revolucionária da Armada), которая в 1936 году поднимет восстание на ряде военных кораблей[6];
- 28 января президент Кармона торжественно открыл линию телефонной связи с Бразилией[6];
- В феврале проходят забастовки против безработицы в Лиссабоне и на юге страны;
- 13 февраля в Лиссабоне открыта неделя колоний, открываются музейные выставки, проводятся культурные мероприятия;
- 15 февраля президент Кармона посещает Алгарве. В начале марта он совершает поездку в Порту. Выступая в Вила-Нова-ди-Гая президент восхваляет Салазара;
- 26 февраля Национальное синдикалистское движение во главе с бывшим лидером интегралистов Роланом Прету начинает выпуск газеты «A Revolução»;
- 27 апреля президент Кармона в связи с четвёртой годовщиной назначения Салазара на пост министра финансов, наградил его Большим крестом Ордена колониальной империи;
- В мае проведена амнистия. Тогда же в подполье создано Национальное движение синдикалистов, выступившее за «третий путь» без социализма и капитализма;
- Последним значимым событием периода правления правительства стала смерть бывшего короля Мануэла II, последовавшая 2 июля в Лондоне. Уже при правительстве Салазара, 9 июля, его останки были переданы португальским властям и захоронены на родине[6].